# حمد عبد الله
حمد عبد الله (18 مايو 1984) لاعب كرة قدم بحريني يلعب حاليا لصالح نادي الدرجة الأولى الحالة البحريني في مركز الظهير الأيسر.

## الإنجازات

### المحرق
- الدرجة الأولى (7): 2004، 2006، 2007، 2008, 2009, 2011، 2015
- كأس ملك البحرين (6): 2005، 2008، 2009، 2011، 2012، 2013
- كأس ولي العهد (4): 2006، 2007، 2008، 2009
- كأس الاتحاد الآسيوي (1): 2008
- كأس الاتحاد البحريني (1): 2005، 2009
- كأس الخليج للأندية (1): 2012